# Purple Rain (nummer)
"Purple Rain" is een ballade van Prince and The Revolution. Het was de derde single van Prince in de Verenigde Staten en de tweede in Groot-Brittannië. Purple Rain was het hoofdnummer van het album Purple Rain. Het nummer is een rockballade, gecombineerd met elementen van pop, gospel en country. Het nummer won een Oscar voor het beste nummer van 1984. Het werd in veel landen een nummer-één-hit. In de Verenigde Staten behaalde het echter de tweede plaats.

## Geschiedenis
Het nummer werd live opgenomen in Minneapolis in de zomer van 1983. Het optreden was het debuut voor Wendy Melvoin in The Revolution. De basis van drie nummers van dit concert werden voor het album Purple Rain gebruikt, waaronder die van Purple Rain. In de studio werd later onder andere een extra vers en refrein geschrapt, aangezien ze de emotionele spanningsboog van het nummer te veel verstoorden. Het nummer werd in het totaal zo'n drie minuten ingekort.
Purple Rain begint met een korte gitaarsolo waarop een drum en een orgel volgen, waardoor er een gospelsfeer ontstaat. Drie verzen volgen hierop met een groeiend emotioneel element. Na het hoofdgedeelte neemt een gitaarsolo het nummer over, waarna het nummer tot een tweede emotioneel hoogtepunt komt. Het nummer eindigt met violen.
Het emotionele element heeft meerdere betekenissen; oppervlakkig gezien lijkt het een verontschuldiging voor het overstappen van de ene liefde naar een andere, op een dieper niveau lijkt het echter op een spirituele allegorie. Er is een theorie dat Purple Rain een metafoor voor hemel is, geïnspireerd op het overlijden van een vrouw op een operatietafel waarvan gezegd wordt dat het leven na de dood vol staat van vallende paarse regen (purple rain).
Prince heeft het nummer gespeeld op nagenoeg elke tour sinds 1984, behalve in een korte periode tijdens zijn naamsverandering in een O(+>, toen hij niet herinnerd wilde worden aan zijn oude hits.
Het nummer is later gespeeld door vele verschillende artiesten in verschillende genres zoals Tori Amos, LeAnn Rimes, Etta James en The Waterboys, van Jazz tot Orkestraal. Bij de 500 beste nummers aller tijden samengesteld door het blad Rolling Stone staat Purple Rain op de 143ste plaats.
De B-kant, God, is een veel religieuzer nummer van Prince, dat gaat over het boek Genesis. Op de 12 inchversie in het Verenigd Koninkrijk stond ook een instrumentale versie van het nummer "God"; dit nummer is ook wel bekend onder de naam Love theme from Purple Rain, waarvan weer een deel wordt vertoond in de film.

## Hitnotering
| "Purple Rain" in de Nederlandse Top 40 - binnen: 06-10-1984 | "Purple Rain" in de Nederlandse Top 40 - binnen: 06-10-1984 | "Purple Rain" in de Nederlandse Top 40 - binnen: 06-10-1984 | "Purple Rain" in de Nederlandse Top 40 - binnen: 06-10-1984 | "Purple Rain" in de Nederlandse Top 40 - binnen: 06-10-1984 | "Purple Rain" in de Nederlandse Top 40 - binnen: 06-10-1984 | "Purple Rain" in de Nederlandse Top 40 - binnen: 06-10-1984 | "Purple Rain" in de Nederlandse Top 40 - binnen: 06-10-1984 | "Purple Rain" in de Nederlandse Top 40 - binnen: 06-10-1984 | "Purple Rain" in de Nederlandse Top 40 - binnen: 06-10-1984 | "Purple Rain" in de Nederlandse Top 40 - binnen: 06-10-1984 | "Purple Rain" in de Nederlandse Top 40 - binnen: 06-10-1984 | "Purple Rain" in de Nederlandse Top 40 - binnen: 06-10-1984 | "Purple Rain" in de Nederlandse Top 40 - binnen: 06-10-1984 | "Purple Rain" in de Nederlandse Top 40 - binnen: 06-10-1984 | "Purple Rain" in de Nederlandse Top 40 - binnen: 06-10-1984 | "Purple Rain" in de Nederlandse Top 40 - binnen: 06-10-1984 |
| Week                                                        | 1                                                           | 2                                                           | 3                                                           | 4                                                           | 5                                                           | 6                                                           | 7                                                           | 8                                                           | 9                                                           | 10                                                          | 11                                                          | 12                                                          | 13                                                          | 14                                                          | 15                                                          |                                                             |
| ----------------------------------------------------------- | ----------------------------------------------------------- | ----------------------------------------------------------- | ----------------------------------------------------------- | ----------------------------------------------------------- | ----------------------------------------------------------- | ----------------------------------------------------------- | ----------------------------------------------------------- | ----------------------------------------------------------- | ----------------------------------------------------------- | ----------------------------------------------------------- | ----------------------------------------------------------- | ----------------------------------------------------------- | ----------------------------------------------------------- | ----------------------------------------------------------- | ----------------------------------------------------------- | ----------------------------------------------------------- |
| Nummer                                                      | 25                                                          | 13                                                          | 5                                                           | 2                                                           | 1                                                           | 1                                                           | 1                                                           | 1                                                           | 2                                                           | 2                                                           | 3                                                           | 7                                                           | 11                                                          | 20                                                          | 28                                                          | uit                                                         |

| "Purple Rain" in de Nederlandse Single Top 100 - binnen: 06-10-1984 | "Purple Rain" in de Nederlandse Single Top 100 - binnen: 06-10-1984 | "Purple Rain" in de Nederlandse Single Top 100 - binnen: 06-10-1984 | "Purple Rain" in de Nederlandse Single Top 100 - binnen: 06-10-1984 | "Purple Rain" in de Nederlandse Single Top 100 - binnen: 06-10-1984 | "Purple Rain" in de Nederlandse Single Top 100 - binnen: 06-10-1984 | "Purple Rain" in de Nederlandse Single Top 100 - binnen: 06-10-1984 | "Purple Rain" in de Nederlandse Single Top 100 - binnen: 06-10-1984 | "Purple Rain" in de Nederlandse Single Top 100 - binnen: 06-10-1984 | "Purple Rain" in de Nederlandse Single Top 100 - binnen: 06-10-1984 | "Purple Rain" in de Nederlandse Single Top 100 - binnen: 06-10-1984 | "Purple Rain" in de Nederlandse Single Top 100 - binnen: 06-10-1984 | "Purple Rain" in de Nederlandse Single Top 100 - binnen: 06-10-1984 | "Purple Rain" in de Nederlandse Single Top 100 - binnen: 06-10-1984 | "Purple Rain" in de Nederlandse Single Top 100 - binnen: 06-10-1984 | "Purple Rain" in de Nederlandse Single Top 100 - binnen: 06-10-1984 | "Purple Rain" in de Nederlandse Single Top 100 - binnen: 06-10-1984 | "Purple Rain" in de Nederlandse Single Top 100 - binnen: 06-10-1984 | "Purple Rain" in de Nederlandse Single Top 100 - binnen: 06-10-1984 |
| Week                                                                | 1                                                                   | 2                                                                   | 3                                                                   | 4                                                                   | 5                                                                   | 6                                                                   | 7                                                                   | 8                                                                   | 9                                                                   | 10                                                                  | 11                                                                  | 12                                                                  | 13                                                                  | 14                                                                  | 15                                                                  | 16                                                                  | 17                                                                  |                                                                     |
| ------------------------------------------------------------------- | ------------------------------------------------------------------- | ------------------------------------------------------------------- | ------------------------------------------------------------------- | ------------------------------------------------------------------- | ------------------------------------------------------------------- | ------------------------------------------------------------------- | ------------------------------------------------------------------- | ------------------------------------------------------------------- | ------------------------------------------------------------------- | ------------------------------------------------------------------- | ------------------------------------------------------------------- | ------------------------------------------------------------------- | ------------------------------------------------------------------- | ------------------------------------------------------------------- | ------------------------------------------------------------------- | ------------------------------------------------------------------- | ------------------------------------------------------------------- | ------------------------------------------------------------------- |
| Nummer                                                              | 44                                                                  | 4                                                                   | 2                                                                   | 1                                                                   | 1                                                                   | 1                                                                   | 1                                                                   | 2                                                                   | 2                                                                   | 2                                                                   | 3                                                                   | 11                                                                  | 16                                                                  | 22                                                                  | 25                                                                  | 32                                                                  | 41                                                                  | uit                                                                 |

### NPO Radio 2 Top 2000
| Nummer met noteringen in de NPO Radio 2 Top 2000 | '99 | '00 | '01 | '02 | '03 | '04 | '05 | '06 | '07 | '08 | '09 | '10 | '11 | '12 | '13 | '14 | '15 | '16 | '17 | '18 | '19 | '20 | '21 | '22 | '23 | '24 |
| ------------------------------------------------ | --- | --- | --- | --- | --- | --- | --- | --- | --- | --- | --- | --- | --- | --- | --- | --- | --- | --- | --- | --- | --- | --- | --- | --- | --- | --- |
| Purple Rain                                      | 54  | 90  | 160 | 120 | 160 | 104 | 152 | 126 | 148 | 132 | 169 | 79  | 80  | 74  | 77  | 71  | 62  | 13  | 18  | 25  | 24  | 13  | 21  | 21  | 19  | 29  |

1. ↑  Een vetgedrukt getal geeft de hoogste notering aan.

### Evergreen Top 1000
| Evergreen Top 1000 "Purple Rain - Prince" | Evergreen Top 1000 "Purple Rain - Prince" | Evergreen Top 1000 "Purple Rain - Prince" | Evergreen Top 1000 "Purple Rain - Prince" | Evergreen Top 1000 "Purple Rain - Prince" | Evergreen Top 1000 "Purple Rain - Prince" | Evergreen Top 1000 "Purple Rain - Prince" | Evergreen Top 1000 "Purple Rain - Prince" | Evergreen Top 1000 "Purple Rain - Prince" | Evergreen Top 1000 "Purple Rain - Prince" | Evergreen Top 1000 "Purple Rain - Prince" | Evergreen Top 1000 "Purple Rain - Prince" | Evergreen Top 1000 "Purple Rain - Prince" | Evergreen Top 1000 "Purple Rain - Prince" | Evergreen Top 1000 "Purple Rain - Prince" | Evergreen Top 1000 "Purple Rain - Prince" | Evergreen Top 1000 "Purple Rain - Prince" |
| Jaar                                      | 2008                                      | 2009                                      | 2010                                      | 2011                                      | 2012                                      | 2013                                      | 2014                                      | 2015                                      | 2016                                      | 2017                                      | 2018                                      | 2019                                      | 2020                                      | 2021                                      | 2022                                      | 2023                                      |
| ----------------------------------------- | ----------------------------------------- | ----------------------------------------- | ----------------------------------------- | ----------------------------------------- | ----------------------------------------- | ----------------------------------------- | ----------------------------------------- | ----------------------------------------- | ----------------------------------------- | ----------------------------------------- | ----------------------------------------- | ----------------------------------------- | ----------------------------------------- | ----------------------------------------- | ----------------------------------------- | ----------------------------------------- |
| Positie                                   | -                                         | -                                         | -                                         | -                                         | -                                         | -                                         | -                                         | -                                         | -                                         | 446                                       | 278                                       | 362                                       | 334                                       | 325                                       | 341                                       | 344                                       |

### Joe FM Hitarchief Top 2000
| "Purple Rain" JOE fm Hitarchief Top 2000 | "Purple Rain" JOE fm Hitarchief Top 2000 | "Purple Rain" JOE fm Hitarchief Top 2000 | "Purple Rain" JOE fm Hitarchief Top 2000 | "Purple Rain" JOE fm Hitarchief Top 2000 | "Purple Rain" JOE fm Hitarchief Top 2000 | "Purple Rain" JOE fm Hitarchief Top 2000 | "Purple Rain" JOE fm Hitarchief Top 2000 | "Purple Rain" JOE fm Hitarchief Top 2000 | "Purple Rain" JOE fm Hitarchief Top 2000 | "Purple Rain" JOE fm Hitarchief Top 2000 | "Purple Rain" JOE fm Hitarchief Top 2000 | "Purple Rain" JOE fm Hitarchief Top 2000 | "Purple Rain" JOE fm Hitarchief Top 2000 |
| Jaar                                     | 2009                                     | 2010                                     | 2011                                     | 2012                                     | 2013                                     | 2014                                     | 2015                                     | 2016                                     | 2017                                     | 2018                                     | 2019                                     | 2020                                     | 2021                                     |
| ---------------------------------------- | ---------------------------------------- | ---------------------------------------- | ---------------------------------------- | ---------------------------------------- | ---------------------------------------- | ---------------------------------------- | ---------------------------------------- | ---------------------------------------- | ---------------------------------------- | ---------------------------------------- | ---------------------------------------- | ---------------------------------------- | ---------------------------------------- |
| Positie                                  | 18                                       | 15                                       | 11                                       | 11                                       | 15                                       | 18                                       | 11                                       | 4                                        | 5                                        | 6                                        | 15                                       | 8                                        | 5                                        |